# 瓦莱-迪戈维尼亚什
瓦莱-迪戈维尼亚什是葡萄牙布拉干萨区的一个堂区。总面积17.69平方公里，总人口380人，人口密度21.5人/平方公里。